# ケプラー30
ケプラー30（英語:Kepler-30）とは、地球からこと座の方向に約4,600光年（1,400pc）離れたところにあるG型主系列星である。

## 恒星
| 太陽 | ケプラー30 |
| ---- | ---------- |
| 太陽 | Exoplanet  |

ケプラー30は、質量が太陽の0.99倍、半径が太陽の0.95倍である。表面温度は5,498K（5,225℃）と太陽（5,778K、5,505℃）よりやや冷たい。見た目の明るさは15等級と暗い為、観測するには望遠鏡が必要となる。

## 惑星系
2011年、NASAが打ち上げたケプラー宇宙望遠鏡によりケプラー30に3つの太陽系外惑星が発見された。
ケプラー30に最も近いケプラー30bは、地球の11.3倍の質量と、地球の3.9倍の半径を持つ。この数値からケプラー30bは、海王星サイズのガス惑星とされている。ケプラー30cは、木星の2倍の質量と、木星の1.12倍の半径を持つ、巨大ガス惑星とされている。ケプラー30から最も遠い軌道を公転しているケプラー30dも、地球の23倍の質量と地球の8.8倍の半径を持つ巨大ガス惑星とされている。半径に対して質量がかなり小さいため、密度は190kg/m3と非常に小さい。
これらの惑星は、史上初めて見つかった、公転面がほぼ揃った系外惑星系として知られている。太陽系のような公転面が揃った惑星系は珍しく、ケプラー30の惑星系が発見されるまでに知られていた惑星系は、ほとんどが十数度以上傾いたものだった。この発見は、その当時発見が相次いでいた、ホット・ジュピターと呼ばれるタイプの太陽系外惑星の形成過程を上手く説明できるとして注目された。ホット・ジュピターとは、恒星からわずか数百万kmの距離を公転している巨大ガス惑星の事である。ホット・ジュピターは非常に傾いた軌道を持つ事が多い。これは、誕生して間もない不安定なころの惑星系で、数個の巨大惑星が集まり、他の惑星を外周や内周へ吹き飛ばしたためと考えられる。恒星から十分離れたところにある惑星系が、太陽系のような揃った軌道であることを示せば、この説の信頼性がより増す事になる。
| 名称 （恒星に近い順） | 質量    | 軌道長半径 （天文単位） | 公転周期 (日) | 軌道離心率 | 軌道傾斜角 | 半径    |
| --------------------- | ------- | ----------------------- | ------------- | ---------- | ---------- | ------- |
| b                     | 11.3 M⊕ | 0.18                    | 29.33434      | 0.042      | 90.179°    | 3.9 R⊕  |
| c                     | 640 M⊕  | 0.3                     | 60.323105     | 0.0111     | 90.3227°   | 12.3 R⊕ |
| d                     | 23.1 M⊕ | 0.5                     | 143.34394     | 0.022      | 89.8406°   | 8.8 R⊕  |